# Discotettix
Discotettix is een geslacht van rechtvleugeligen uit de familie doornsprinkhanen (Tetrigidae). De wetenschappelijke naam van dit geslacht is voor het eerst geldig gepubliceerd in 1864 door Costa.

## Soorten
Het geslacht Discotettix omvat de volgende soorten:
- Discotettix adenanii Mahmood, Idris & Salmah, 2007
- Discotettix belzebuth Serville, 1838
- Discotettix doriae Bolívar, 1898
- Discotettix scabridus Stål, 1877
- Discotettix selangori Mahmood, Idris & Salmah, 2007
- Discotettix selysi Bolívar, 1887
- Discotettix shelfordi Hancock, 1907